# Zlatotisk
Zlatotisk patří mezi barvotisky, které mohou být buď jednobarevné nebo vícebarevné. Jako zlatotisk (angl. chrysotype) se označuje také fotografický proces, který vynalezl John Herschel v roce 1842.

## Zlatotisk jako barvotisk
Rytiny se používají pro tisk zlatem, barevnou fólií, barvou i bez barvy jako slepotisk. Tiskne se jimi na papír, plátno, dřevo, plastické hmoty a na vše, co je možné vytisknout tlakem nebo za tepla. Tisk se provádí v knihařských lisech, někdy i ručně „tlačítky“. Rytiny musí být hluboce ryté, čistě a přesně provedené z tvrdé mosazi. Zlato se nanáší ve velmi tenkých fóliích a tiskne se jím většinou na kožené vazby knih a jiné předměty z kůže. Pro běžný tisk slouží namísto zlata barevné fólie, které svou svítivostí a jasnými barvami zdobí desky knih. Rytinami se tisknou i vícebarevné obrázky barevnou fólií nebo pouze barvou. Tento tisk činí dojem malovaných obrázků.
Tisk zlatem i fólií se provádí za teploty asi 80 °C pomocí lepidla. Lepidlo bývá již na barevných fóliích naneseno. Při tisku zlatem se nanáší lepidlo na desku knihy předem, potom se rytinou zatlačí a přilepí zlato na desky. V místech dotyku rytiny zůstane zlato nebo fólie přilepeny a ostatní se odemete kartáčem.

### Využití
Typická využití na papír, plátno, látku dřevo…, na obaly knih, kožené ozdoby nebo blahopřání.
Vícebarevná verze:
Provádí se stejně jako jednobarevný zlatotisk jen se musí počítat s větší přesností při soutisku. Každá barva musí mít svůj vlastní štoček s rytinou.

## Zlatotisk ve fotografii
Zlatotisk (angl. chrysotype) je také fotografický proces, který vynalezl John Herschel v roce 1842. V anglickém pojmenování nese základ řeckého výrazu chrysos pro zlato, protože se při záznamu obrazu na papír používá koloidní zlato.
Herschel na papír nanesl vrstvu citranu železitého a exponoval ji na Slunci v kontaktu s leptem, který použil jako masku. V tomto případě však nedokázal dosáhnout jemných odstínů.
Moderní chemik a historik fotografie Mike Ware s procesem chrysotypie experimentoval a podařilo se mu s jeho pomocí dosáhnout také jemnějších odstínů.